# Algebraïsche getaltheorie
In de wiskunde is de algebraïsche getaltheorie een belangrijke tak van de getaltheorie, die algebraïsche structuren bestudeert, die in verband staan met de algebraïsche gehele getallen. Over het algemeen beschouwt men in de algebraïsche getaltheorie ringen van algebraïsche gehele getallen {\displaystyle {\mathcal {O}}} in een algebraïsch getallenlichaam {\displaystyle K/\mathbb {Q} } (dat wil zeggen een eindige uitbreiding van de rationale getallen {\displaystyle \mathbb {Q} }), en door de eigenschappen van deze ringen en velden (bijvoorbeeld factorisatie, idealen, velduitbreidingen) te bestuderen. In deze context hoeven de bekende eigenschappen van gehele getallen (bijvoorbeeld unieke factorisatie) niet meer op de gaan. De verdienste van de gebruikte theorieën - Galoistheorie, groepscohomologie, groepsrepresentatie en L-functies - is dat gebruik ervan het mogelijk maakt voor deze nieuwe klasse van gehele getallen de orde gedeeltelijk te herstellen. 

## Basisbegrippen

### Unieke factorisatie en de ideaalklassengroep
Een eigenschap van {\displaystyle \mathbb {Z} } die niet hoeft te gelden in de ring van de gehele getallen {\displaystyle {\mathcal {O}}} van een algebraïsch getallenlichaam {\displaystyle K}, is unieke factorisatie in priemgetallen. De priemgetallen in {\displaystyle \mathbb {Z} } zijn gegeneraliseerd tot irreducibele elementen in {\displaystyle {\mathcal {O}}}, en hoewel de unieke factorisatie van elementen van {\displaystyle {\mathcal {O}}} in irreducibele elementen in sommige gevallen (zoals voor de gehele getallen van Gauss {\displaystyle \mathbb {Z} [i]}) kan opgaan, hoeft dit niet zo te zijn, zoals in het geval van {\displaystyle \mathbb {Z} [{\sqrt {-5}}]}, waar 
{\displaystyle 6=2\cdot 3=(1+{\sqrt {-5}})(1-{\sqrt {-5}})}.
De ideaalklassengroep van {\displaystyle {\mathcal {O}}} is een maat voor in hoeverre de unieke factorisatie van elementen niet opgaat; in het bijzonder is de ideale klassengroep triviaal dan en slechts dan als {\displaystyle {\mathcal {O}}} een uniek factorisatiedomein is.